# 頓涅茨克車站
頓涅茨克（羅馬化：Donetsk）是位於烏克蘭東部頓涅茨克的鐵路車站。

## 歷史

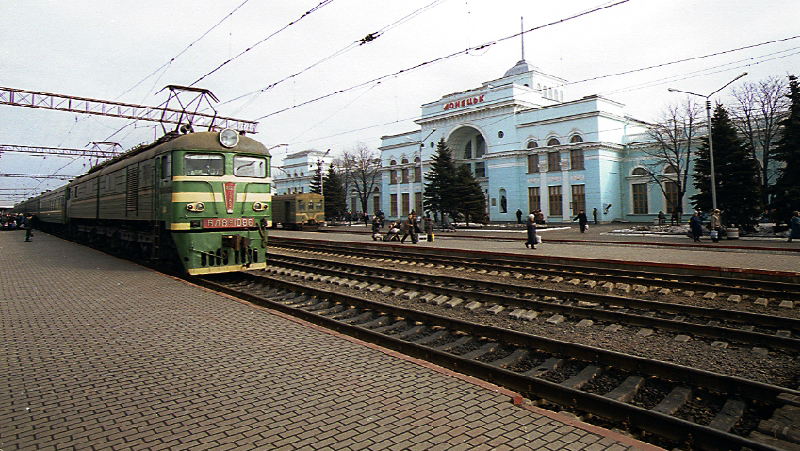
第二代站房，現為車站主樓

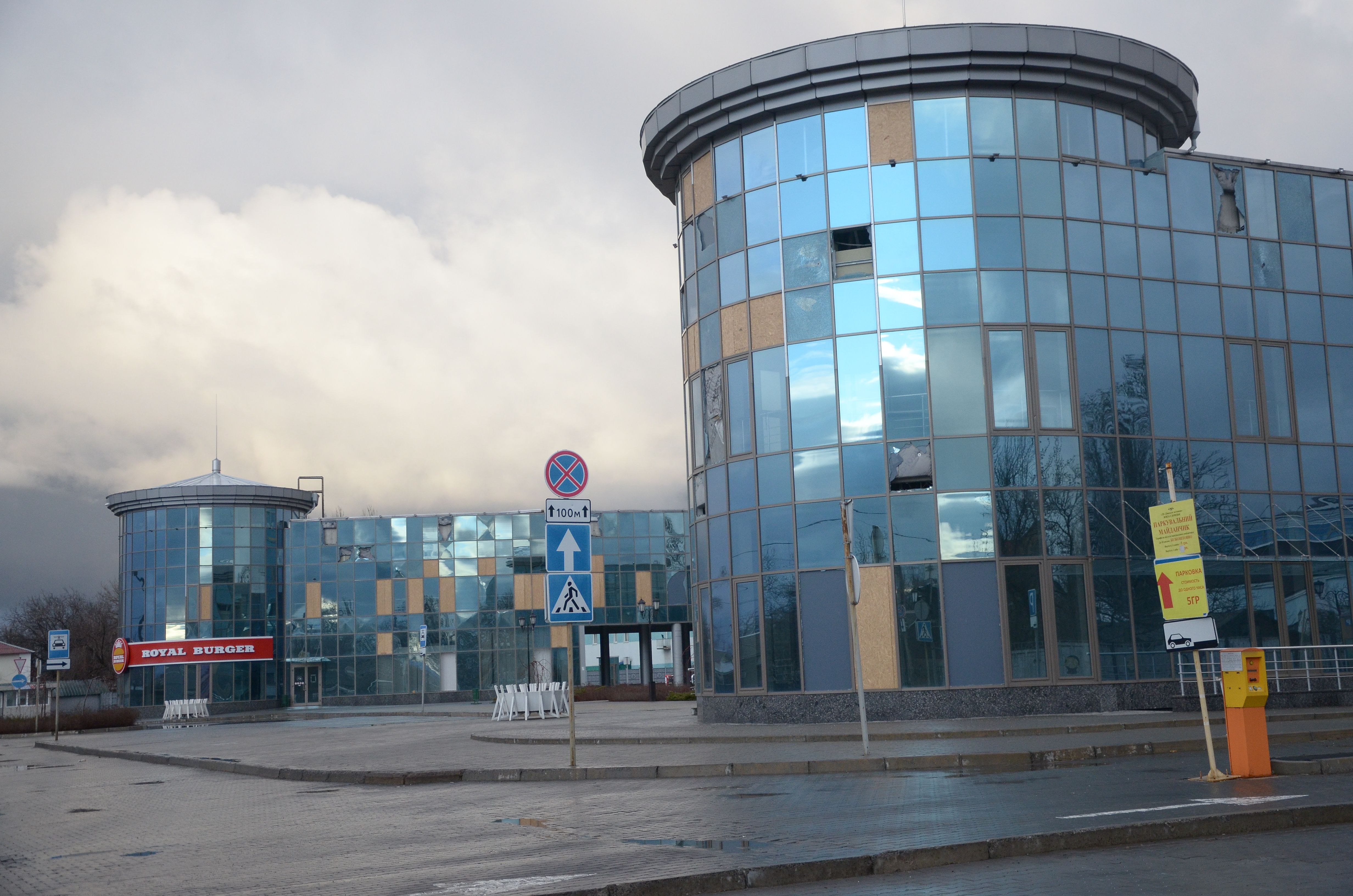
2015年的車站，於顿巴斯战争中部分受損

頓涅茨克車站啟用於1872年。在第二次世界大戰中，原先的車站大樓被完全摧毀，之後於1951年重建；車站設有頓涅茨克鐵路歷史與發展博物館，該博物館於2000年8月4日開放。
為配合2012年在頓涅茨克舉行的歐洲足球錦標賽，對車站大樓進行了改建和擴建，並增加了一座郊區車站樓。新建築物於2012年5月21日投入運營。
2014年車站在顿巴斯战争中受損，車站一度停止使用，直到2019年8月19日起，該車站的鐵路交通才恢復。但自2020年4月以來，由於嚴重特殊傳染性肺炎疫情，該站的交通再次暫停。